# Тјунер
Тјунер је подсистем који прима радио фреквентне таласе (РФ) као радио станица и конвертује у одговарајућу фреквенцију, углавном нижу, која се користи на излазу. Емитовани АМ/ФМ сигнали обично доводе средњу фреквенцију (ИФ) директно у демодулатор који претвара радио сигнал у аудио фреквенцијски сигнал који се може убацити у појачало да би се покренуо звучник. Сложенији преноси попут ПАЛ/НТСЦ (ТВ) , дигитални радио, ДВБ-Т/ДВБ-С /ДВБ-Ц (дигитални тв) итд, користе шири фреквенцијски опсег, често са неколико подносилаца. Они се користе унутар пријемника као прелазна фреквенција (ИФ). Следећи корак је обично или обрада подносилаца попут стварних радио преноса или одабирање читавог опсега са А/Д брзином брже од Никвистове брзине, чија је минимална вредност двострука фреквенција ИФ. Тјунер се такође може односити на радио пријемник или самосталну аудио компоненту које су део аудио система, а  може бити повезан на засебно појачало.

## Дизајн
Најједноставнији тјунер се састоји од калема и кондензатора спојених паралелно, при чему имамо променљив или кондензатор или калем. Ово ствара резонантно коло које реагује на наизменичну струју на једној фреквенцији. У комбинацији са детектором, познатим и као демодулатор (диода Д1 у кругу), постаје најједноставнији радио пријемник, који се често назива и кристални сет.
Код старијих модела је реализовано подешавање помоћу механички управљаних променљивих кондензатора. На кондензатору за подешавање се налази неколико одсека, да се подеси неколико пријемника или да се омогући пребацивање између различитих фреквенцијских опсега. Модерни радио тјунери користе суперхетеродински пријемник са подешавањем изабраним подешавањем фреквенције локалног осцилатора. Овај систем помера радио фреквенцију која вас занима на фиксну фреквенцију тако да се она може подесити помоћу опсега филтра са фиксном фреквенцијом. Касније су коришћене и методе фазно закључане петље, са микропроцесорском контролом.
ФМ радио опсег (88 - 108 МHz у већини земаља) је око 100 пута већи у односу на АМ опсег и пружа довољно простора за опсег од 50 KHz. Та ширина опсега је довољна за преношење оба стерео канала са скоро читавим распоном слуха. 

## АМ/ФМ
Већина ранијих модела тјунера је дизајнирана и произведена тако да прима само АМ радио сигнал. Како је ФМ постао све популарнији, ограничења АМ-а постајала су све очитија, а ФМ је постао примарни фокус слушања, посебно за стерео и музичко емитовање. У Европи, где се други радио-фреквентни опсег користи за дуготаласно емитовање, тјунери се могу опремити и стандардним средњим таласом и додатним опсегом дугог таласа. Међутим, радио са само средњим таласом су такође уобичајени, посебно у земљама у којима нема дуготаласних емитера. Ретко се продају радио станице са само дуготаласни ФМ , али без опсега средњег таласа. Неки тјунери могу бити опремљени са једним или више појаса кратког таласа.

## Електронски тјунер
Електронски тјунер је уређај који подешава део радиофреквенцијског спектра применом напона или одговарајућих дигиталних кодних речи. Ова врста тјунера замењује механичке тјунере који су подешени ручним подешавањем капацитета или индуктивности у подешеним круговима. У практичнијем и свакодневном смислу, радио или телевизор који је подешен ручним окретањем дугмета или котача садржи ручни тјунер у који се пружа осовина тог дугмета или котача. Модерни електронски тјунери такође користе варакторске диоде као  елементе за подешавање, али напони који мењају капацитивност добијају се из дигиталног у аналогни претварач покретаног микропроцесорским или фазно закључаном петљом (PLL). Овај модеран облик омогућава веома прецизно подешавање и закључавање на слабим сигналима, као и нумерички приказ подешене фреквенције.